# 5580 Sharidake
5580 Sharidake eller 1988 RP1 är en asteroid i huvudbältet som upptäcktes den 10 september 1988 av de båda japanska astronomerna Kazuro Watanabe och Kin Endate vid Kitami-observatoriet. Den är uppkallad efter den japanska stratovulkanen Shari.
Asteroiden har en diameter på ungefär 3 kilometer och den tillhör asteroidgruppen Flora.